# 羌塘地块
羌塘地块是青藏高原3个主要东西向地体之一。

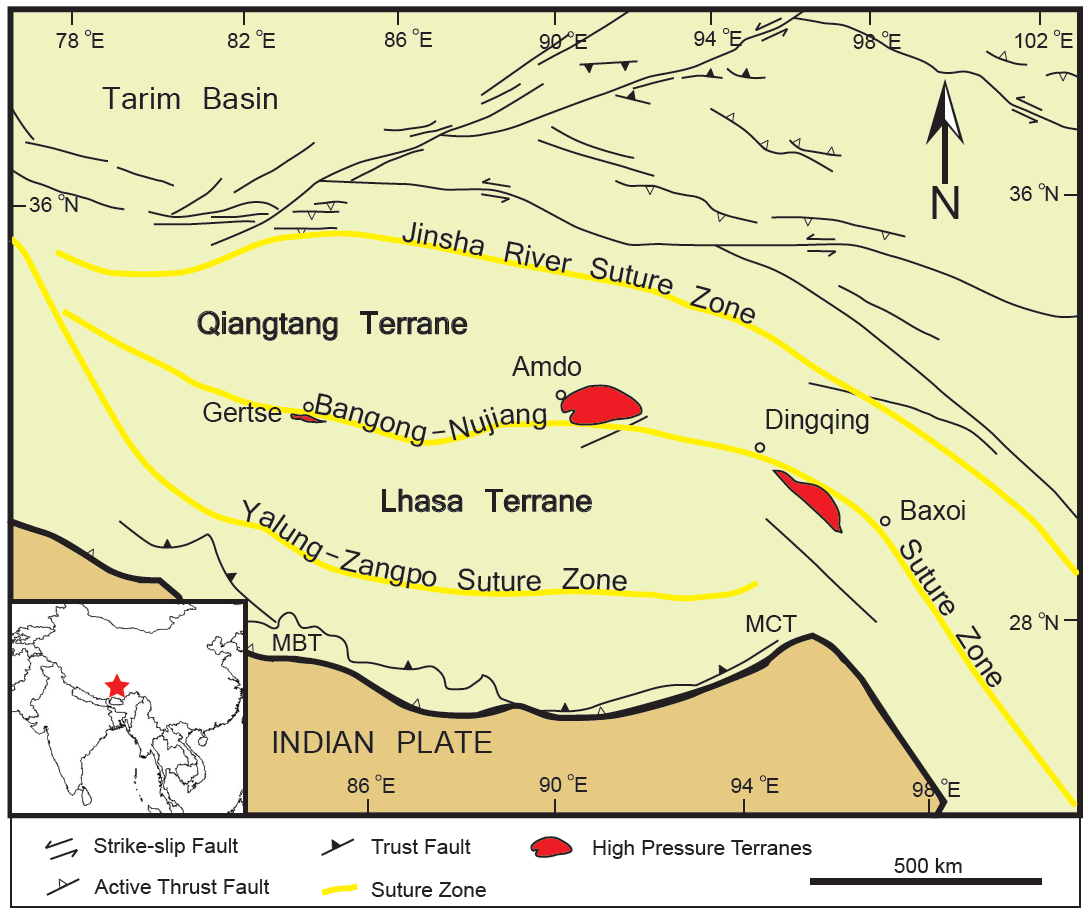
羌塘地块的位置。班公湖-怒江缝合带将其与拉萨地体分开，后者与南侧的喜马拉雅山脉以印度河-雅鲁藏布江缝合带为界。

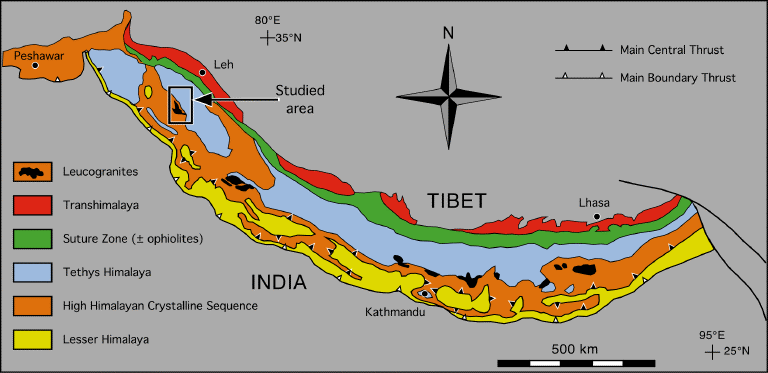
喜马拉雅山脉的大地构造图，修正自Le Fort & Cronin (1988)。红色是跨喜马拉雅带。绿色是印度河-雅鲁藏布江缝合带，其北部是拉萨地块，再向北是班公湖-怒江缝合带和羌塘地块。

金沙江缝合带反映三叠纪时羌塘地块北缘向南，潜没到松潘-甘孜地块下方。在侏罗纪，拉萨地体与羌塘地块的南缘沿班公湖缝合带熔合。:Geologic setting, p. 475这一缝合带也是特提斯洋的闭合线，使羌塘地块变成了巨大的背斜。:Geologic setting, pp. 32–33
羌塘地块目前海拔约5km，不过其抬升的具体时间存在争议，从上新世-更新世(3–5 Ma)到始新世(35 Ma)的估计都有。后者的估计基于高原第一次遭受剥蚀作用的时间。:Introduction, pp. 31–32

### 资料
- Wang, Q.; Wyman, D. A.; Xu, J.; Wan, Y.; Li, C.; Zi, F.; Jiang, Z.; Qiu, H.; Chu, Z.; Zhao, Z.; Dong, Y. . Contributions to Mineralogy and Petrology. 2008, 155 (4)  [1 January 2020]. Bibcode:2008CoMP..155..473W. S2CID 140614302. doi:10.1007/s00410-007-0253-1.:473–490
- Xu, Q.; Ding, L.; Zhang, L.; Cai, F.; Lai, Q.; Yang, D.; Liu-Zeng, J.  (PDF). Earth and Planetary Science Letters. 2013, 362  [1 January 2020]. Bibcode:2013E&PSL.362...31X. doi:10.1016/j.epsl.2012.11.058.[]:31–42